# IV. třída okresu Trutnov
IV. třída okresu Trutnov tvoří společně s ostatními skupinami čtvrté třídy nejnižší (desátou nejvyšší) fotbalovou soutěž v České republice. Je řízena Okresním fotbalovým svazem Trutnov. Hraje se každý rok od léta do jara se zimní přestávkou.

## Vítězové

### IV. třída okresu Trutnov
| Ročník     | Vítězný tým                  |
| ---------- | ---------------------------- |
| 2003/2004  | Sokol Dolní Kalná „B“        |
| 2004/2005  | FK Mostek „B“                |
| 2005/2006  | SK Sparta Úpice „B“          |
| 2006/2007  | FK Baník Radvanice v Čechách |
| 2007/2008  | TJ Sokol Černý Důl           |
| 2008/2009  | FC Libotov                   |
| 2009/2010  | TJ Sokol Prosečné            |
| 2010/2011  | FK Baník Radvanice v Čechách |
| 2011/2012  | TJ Jiskra Lampertice         |
| 2012/2013  | TJ Sokol Prosečné            |
| 2013/2014  | SK Spartak Hajnice           |
| 2014/20159 | FK Borovnice                 |
| 2015/16    | soutěž se nehrála            |
| 2018/2019  | TJ Sokol Prosečné            |
| 2019/20    | soutěž se nehrála            |